# Бжоза (Бидґозький повіт)
Бжоза (пол. Brzoza, нім. Hopfengarten) — село в Польщі, у гміні Нова-Весь-Велька Бидґозького повіту Куявсько-Поморського воєводства.
Населення — 3149 осіб (2011).

## Демографія
Демографічна структура станом на 31 березня 2011 року:
|          | Загалом | Допрацездатний вік | Працездатний вік | Постпрацездатний вік |
| -------- | ------- | ------------------ | ---------------- | -------------------- |
| Чоловіки | 1541    | 373                | 1040             | 128                  |
| Жінки    | 1608    | 342                | 987              | 279                  |
| Разом    | 3149    | 715                | 2027             | 407                  |